# Gustav Fenkohl
Gustav Adalbert Fenkohl (* 1. März 1872 in Barschken, Kreis Memel; † 15. März 1950 in Berlin) war ein Berliner Landschaftsmaler.

## Leben
In seinen Jugendjahren lebte Fenkohl in Barschken und Schwarzort auf der Kurischen Nehrung. Ab 1895 studierte er an der Akademie der Künste in Berlin. Dort war er Schüler von Wilhelm Müller-Schönefeld, Max Uth, Hans Licht und Lovis Corinth. Im Jahr 1914 heiratete er die Malerin und Holzschneiderin Erna Fenkohl-Herzer.
Fenkohl war Mitglied des Vereins Berliner Künstler (1918–1939), der Allgemeinen Deutschen Kunstgenossenschaft (ab 1919 langjähriger Vorsitzender der Berliner Ortsvereinigung) und der Internationalen Vereinigung der kulturschaffenden akademischen Berufe in München.
Fenkohl lebte in Berlin, als er 1943 einen großen Teil seiner Werke durch Bombardierung verlor. Danach wohnte er vorübergehend in Graz und Kühlungsborn, bis er 1946 nach Berlin zurückkehrte, wo er 1950 starb.

## Werk

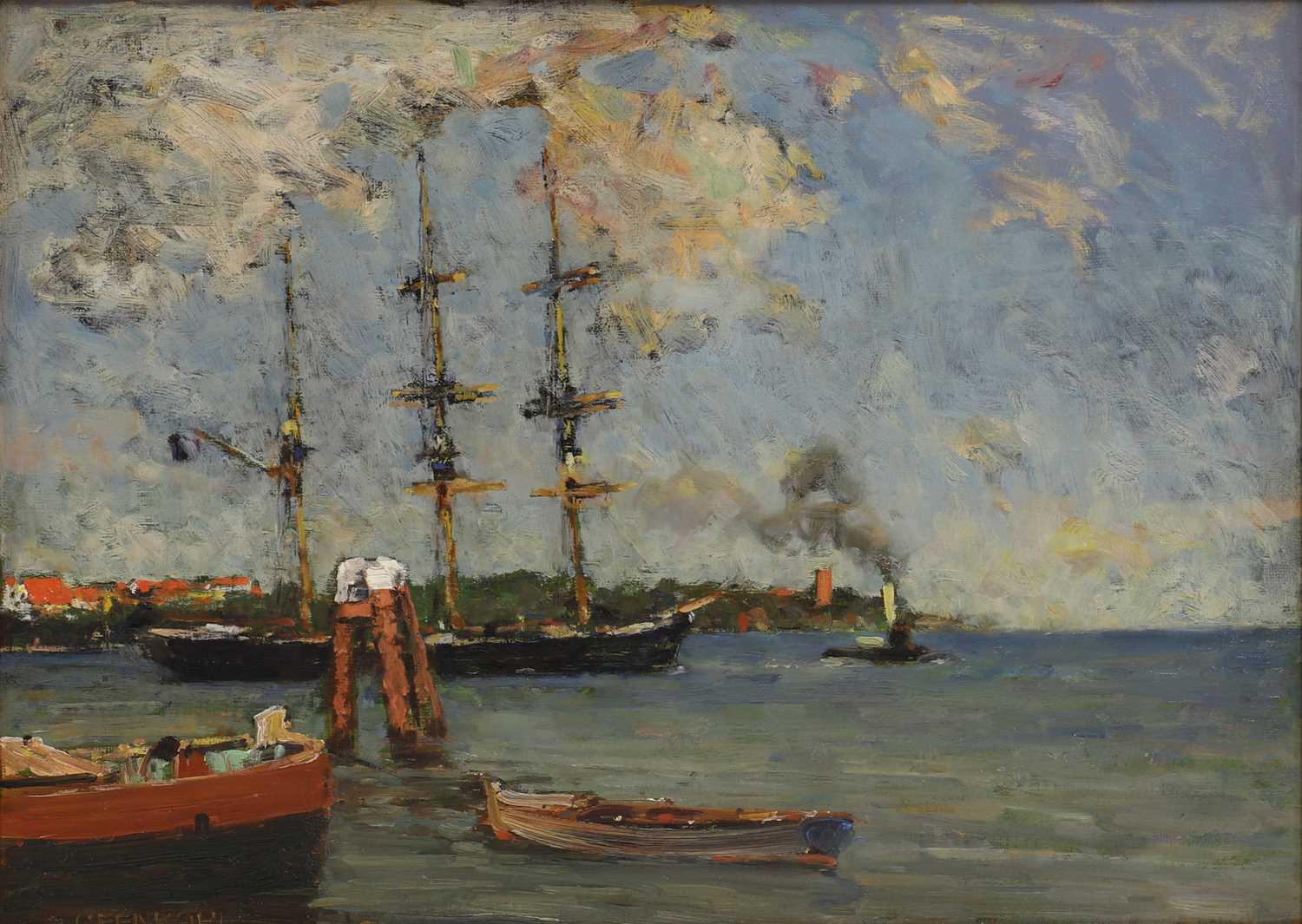
Ölgemälde von Gustav Fenkohl, das vermutlich den Hafen Memel darstellt

Beeinflusst durch die Wohnorte seiner Jugend wandte sich Fenkohl bevorzugt der Landschaftsmalerei zu, wobei er insbesondere Marinen der Ostsee als Motive wählte. Auch Reisen nach Italien (Venedig) inspirierten ihn. Während seines Aufenthalts in Kühlungsborn 1945/1946 malte er im Auftrag des dortigen sowjetischen Kommandanten außerdem Porträts russischer Militärs und Staatsmänner.
Fenkohls Landschaften sind farblich reich nuanciert, im Vollmer wird er als „feiner Farbensymphoniker“ bezeichnet. Seine Malerei verband laut Kunsthistoriker Günter Meißner „impressionistische, augenblicksbezogene Sinnenhaftigkeit mit wesensdeutender Formcharakteristik“.

## Werke
- Im Hafen von Saßnitz. Ölgemälde
- Kurenkähne im Haff. Ölgemälde
- Elche auf der Kurischen Nehrung. Ölgemälde
- Venedig I. Ölgemälde
- Fischerboote auf der Kurischen Nehrung. Am Ufer Fischer beim Zusammenpacken der Netze. Öl auf Leinwand
- Schneidemühle. Öl auf Leinwand
- Sägemühle in Ostpreußen. Öl auf Holz
- Auf der Reede. Ölgemälde
- Sommer auf Sylt. Öl auf Karton, um 1910
- Schleppdampfer vor einer Flussmündung. Öl auf Leinwand
- Hamburger Hafen. Öl auf Hartfaser
- Flußlandschaft. Öl auf Leinwand
- Deichschart mit Hafen.
- Ankernder Dreimaster. Öl auf Leinwand
- Windmühlen am Fluss. Öl auf Malkarton
- Hafen von Brake.
- Auf der Trave. Ölgemälde
- Lübecker Hafen. Öl auf Pappe
- Mühlen. Öl auf Pappe
- Fischkutter. Öl auf Leinwand
- Fischerboote am Langeooger Landungssteg.
- Vereiste Ausfahrt aus dem Memeler Hafen.
- Kleiner Hafen bei Nacht. Öl auf Malkarton
- Frachter und Schlepper. Öl auf Holz
- Boote in der Bucht. Öl auf Karton[4]

## Ausstellungen
- ab 1913: Große Berliner Kunstausstellung
- 1917: Einzelausstellung in der Preußischen Akademie der Bildenden Künste Berlin
- 1942, 1943 und 1944: München, Große Deutsche Kunstausstellung
- 1942: Verein Berliner Künstler (Einzelausstellung innerhalb der Jahres-Ausstellung)
- 1945: Schwerin, Landesmuseum („Jahresschau 1945 der Kunstschaffenden aus Mecklenburg-Vorpommern“)[5]
- 2024/2025: Künstlerkolonie Nidden, Kunstmuseum Ahrenshoop